# Albertinia
Albertinia é um género botânico pertencente à família Asteraceae.

## Espécies
| - Albertinia arborea - Albertinia bicolor - Albertinia brasiliensis - Albertinia capitata - Albertinia crotonoides - Albertinia erythropappa | - Albertinia incanescens - Albertinia incanus - Albertinia martii - Albertinia polycephala - Albertinia stellata |